# (35851) 1999 JW62
1999 JW62 (asteroide 35851) é um asteroide da cintura principal. Possui uma excentricidade de 0.18854050 e uma inclinação de 5.38400º.
Este asteroide foi descoberto no dia 10 de maio de 1999 por LINEAR em Socorro.